# Heteronotia spelea
Heteronotia spelea là một loài thằn lằn trong họ Gekkonidae. Loài này được Kluge mô tả khoa học đầu tiên năm 1963.

## Hình ảnh

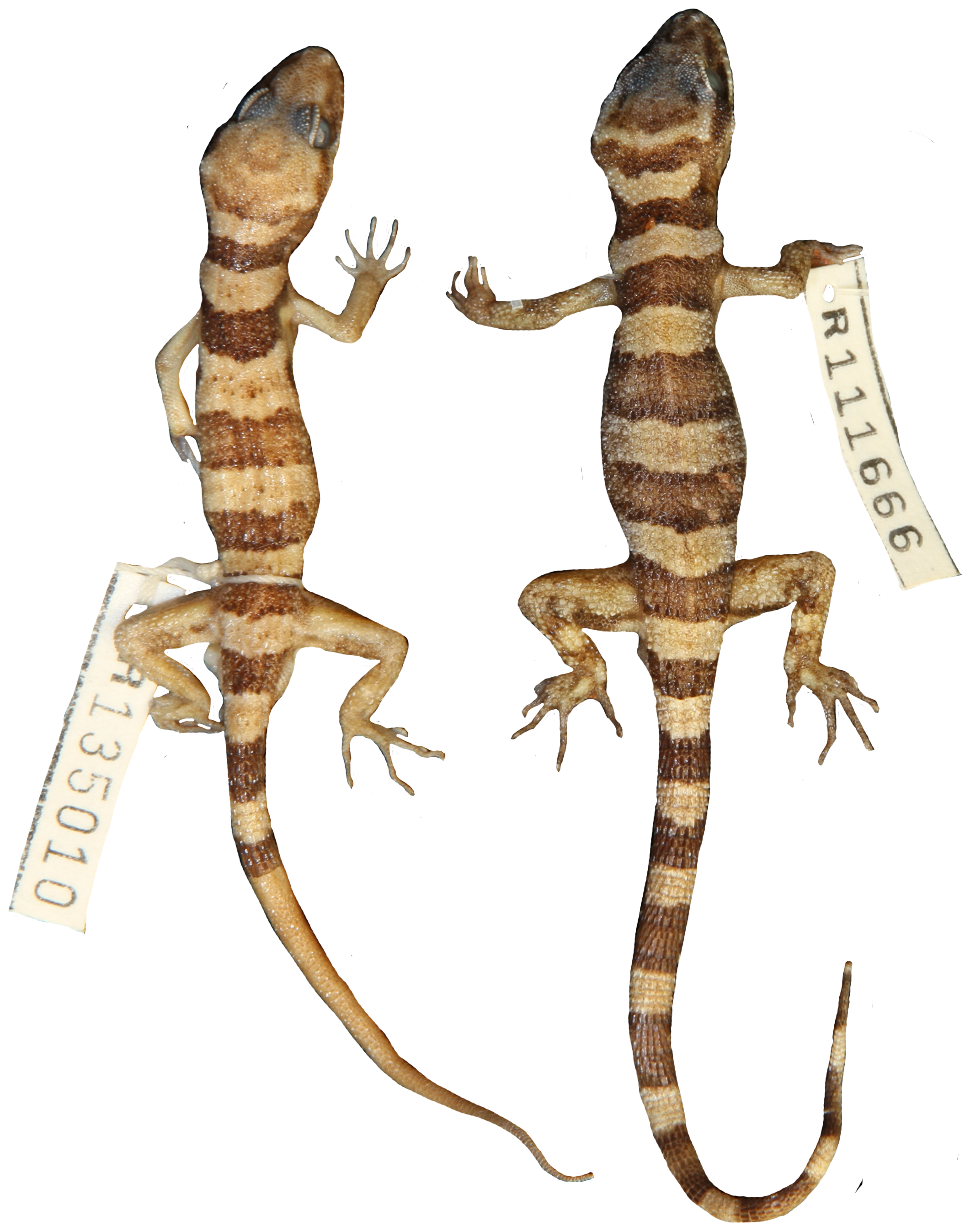
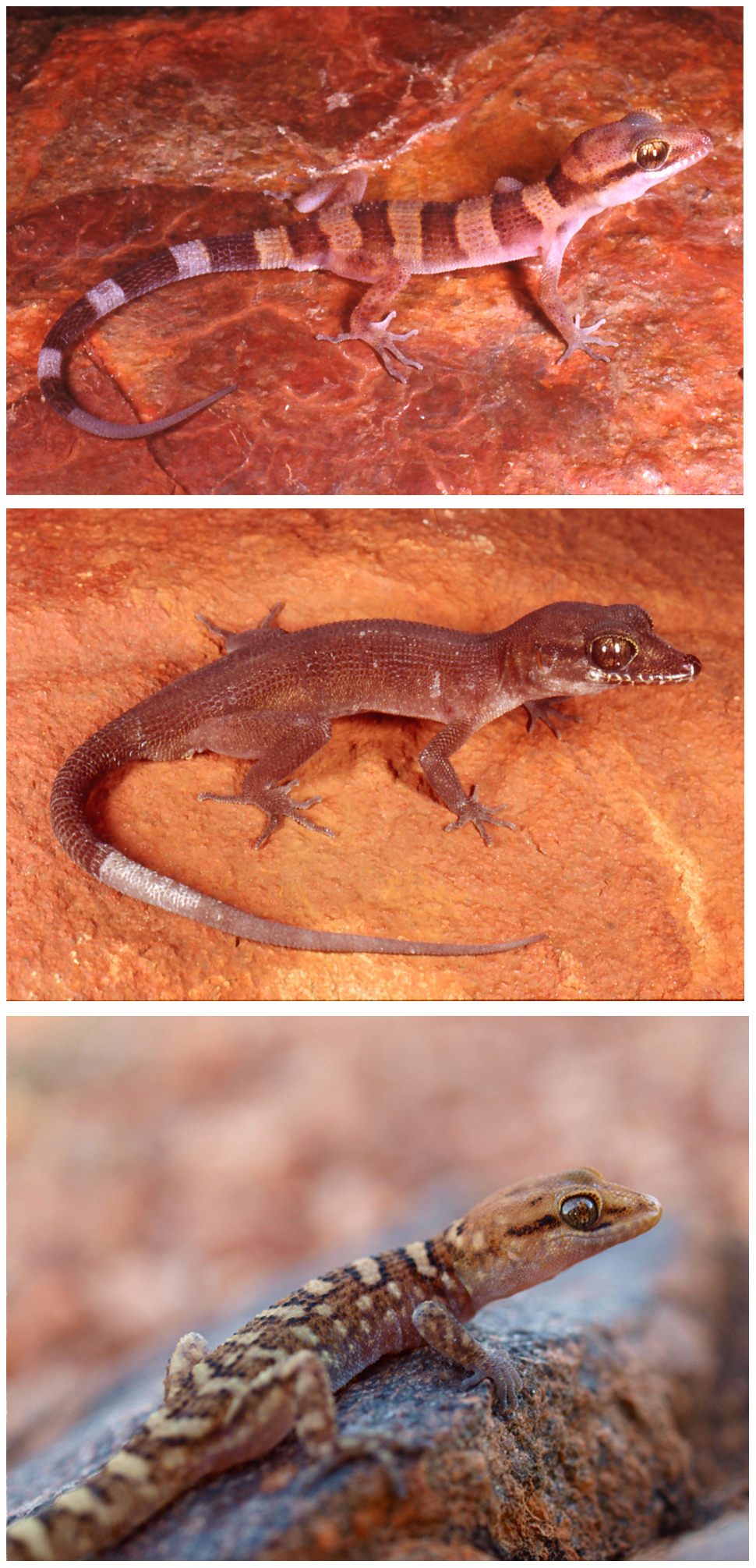
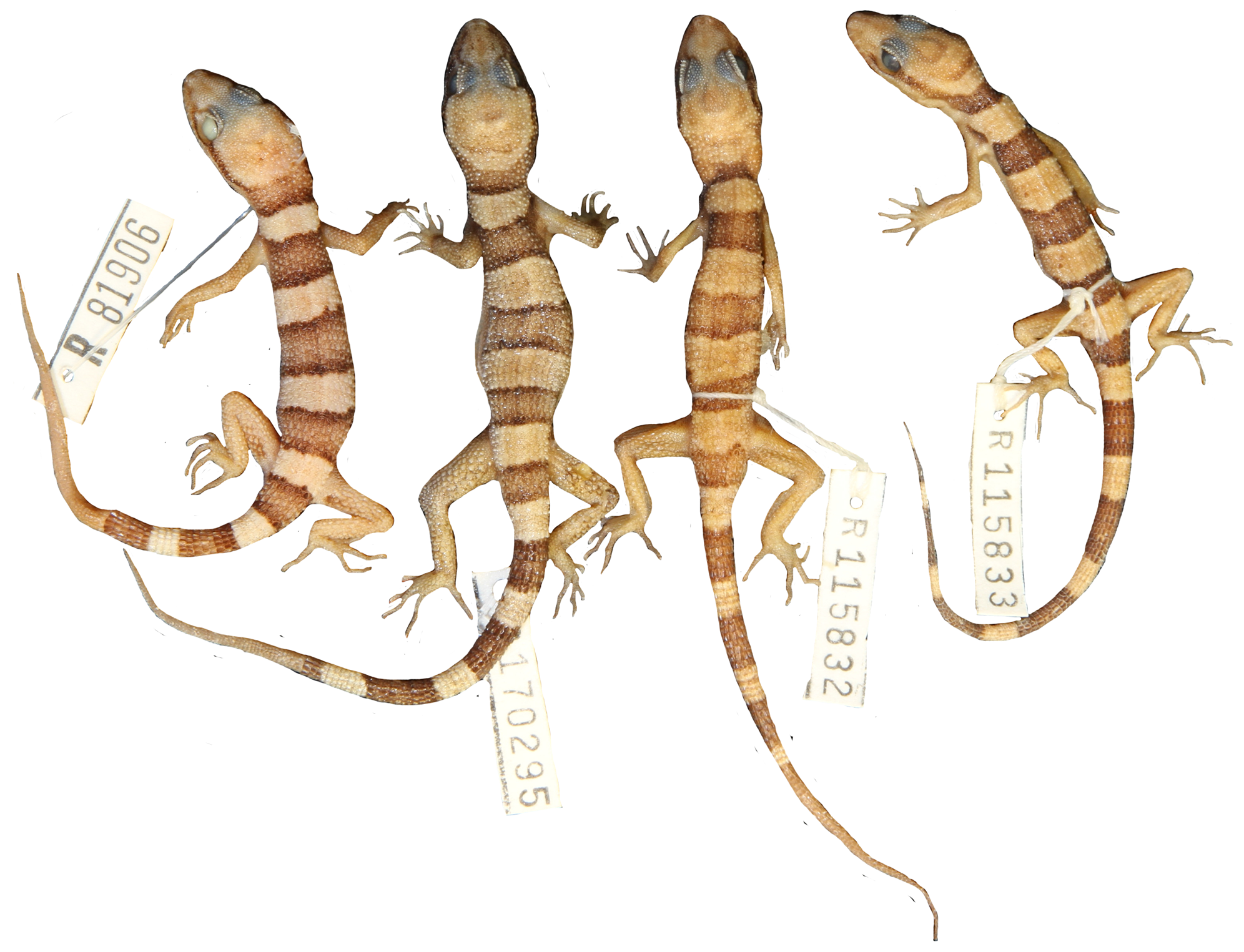
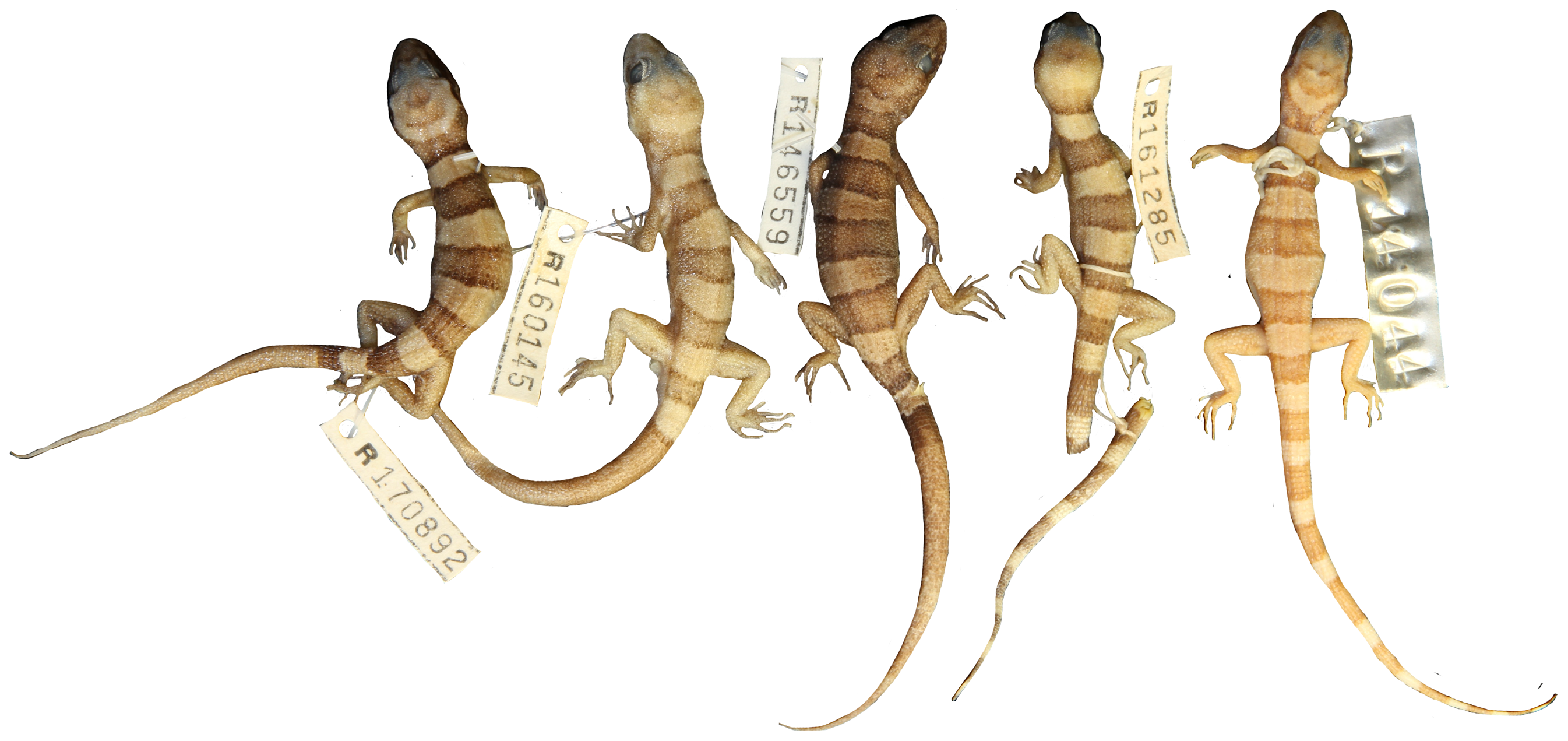